# Pyrethropsis hosmariense
Pyrethropsis hosmariense là một loài thực vật có hoa trong họ Cúc. Loài này được (Ball) "Wilcox, K.Bremer & Humphries" miêu tả khoa học đầu tiên.